# Ptichodis dissocians
Ptichodis dissocians är en fjärilsart som beskrevs av Walker 1858. Ptichodis dissocians ingår i släktet Ptichodis och familjen nattflyn. Inga underarter finns listade.